# Kloster Holzen

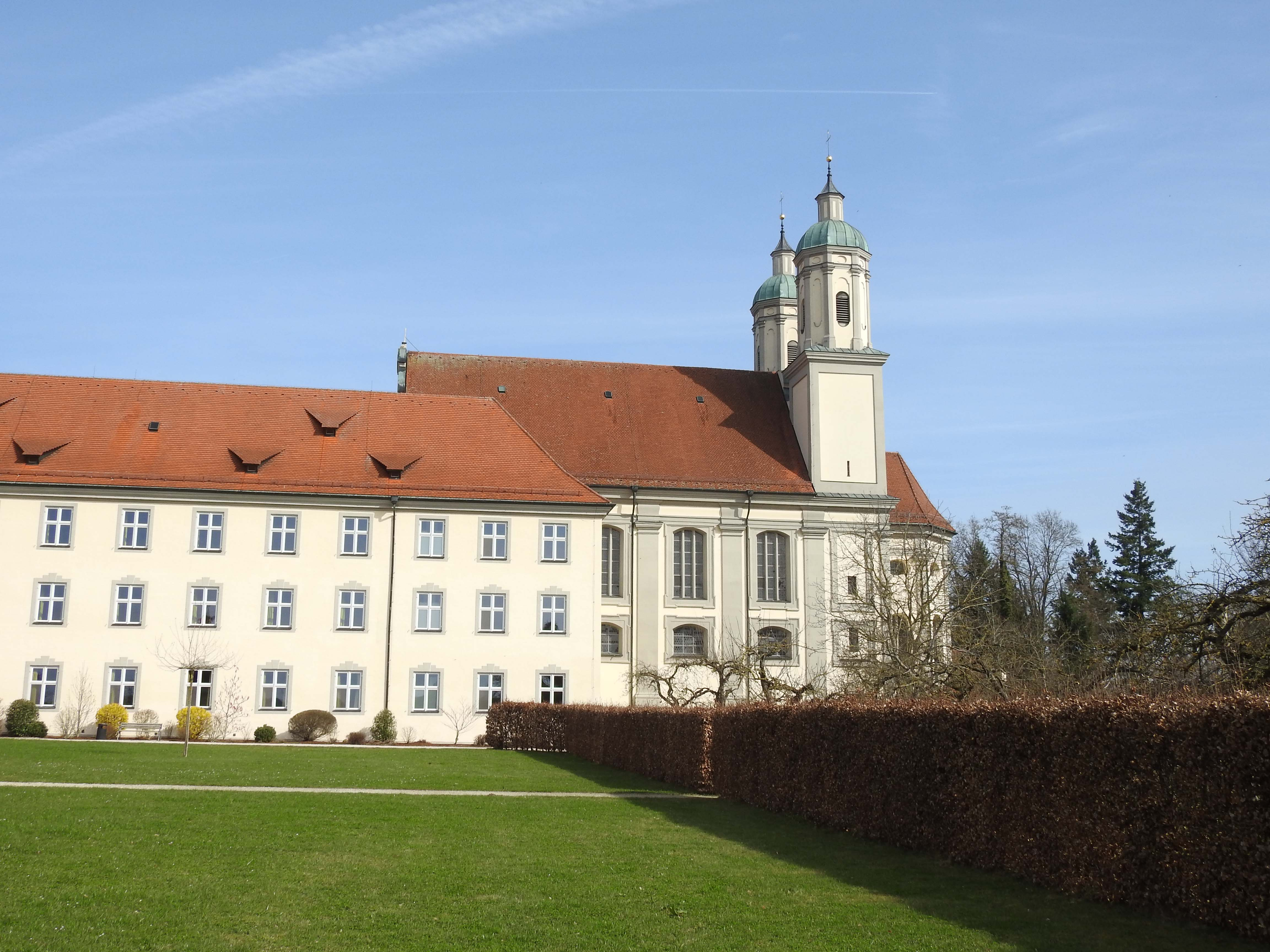
Ehemaliges Kloster und Kirche

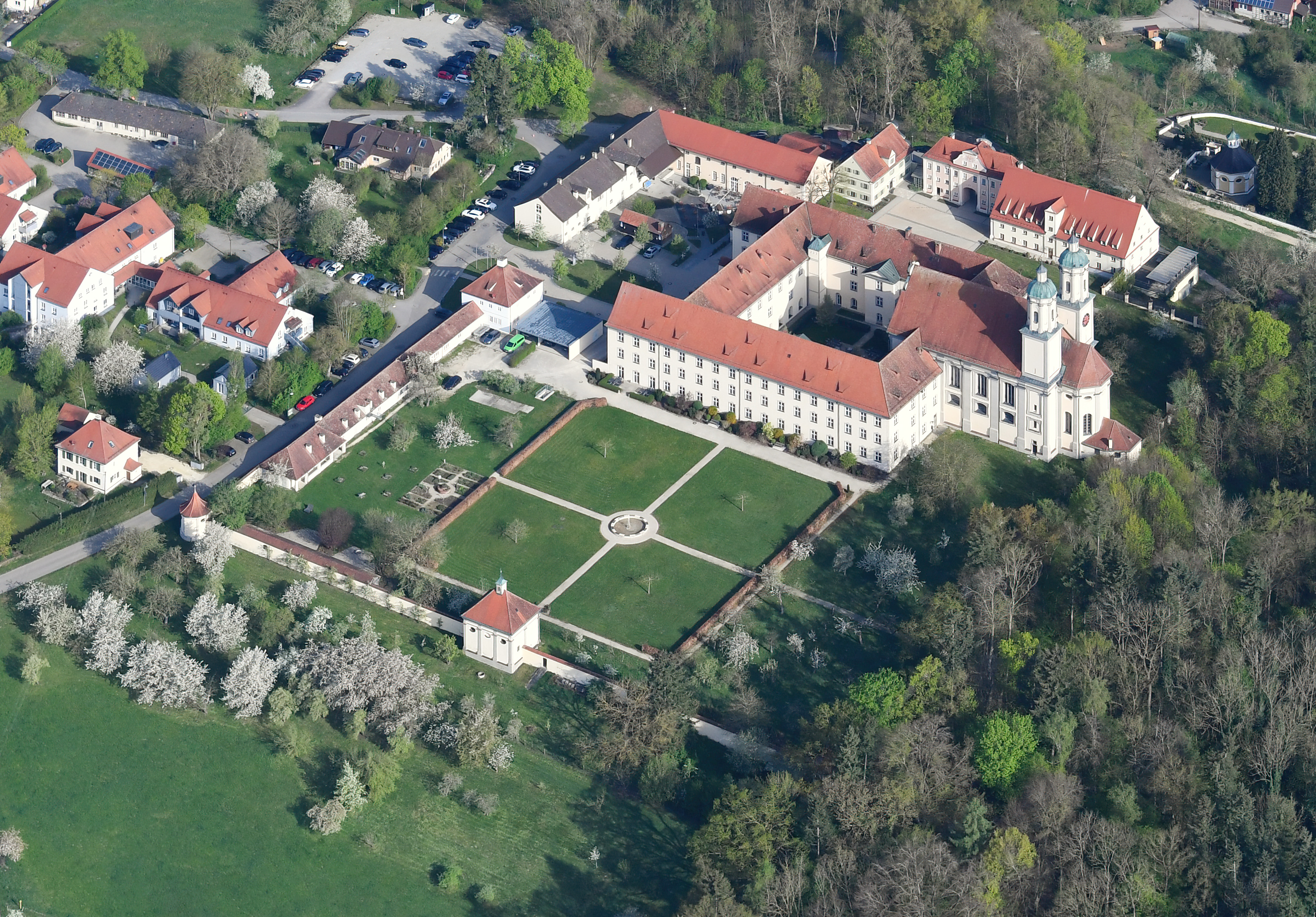
Kloster Holzen aus der Luft gesehen

Kloster Holzen ist eine ehemalige Benediktinerinnen-Abtei in Allmannshofen in Bayern in der Diözese Augsburg. Holzen liegt westlich der Bundesstraße 2 (Augsburg-Donauwörth) bei Nordendorf oberhalb der Schmutter.

## Heutige Nutzung
Kloster Holzen ist eine Einrichtung des Dominikus-Ringeisen-Werkes. Die Einrichtung für Menschen mit Behinderungen mit Sitz in Ursberg bietet dort Wohn- und Arbeitsmöglichkeiten für Menschen mit Behinderungen. Die Klosterkirche St. Johannes der Täufer stammt aus dem Jahr 1704 und ist geprägt durch die üppige Barockausstattung mit reichen Stuckaturen von Benedikt Vogel und Figuren von Ehrgott Bernhard Bendl. Im Westteil des Klosters ist ein Tagungshotel untergebracht, das Radfahrern auf der Romantischen Straße Quartier bietet.

## Geschichte

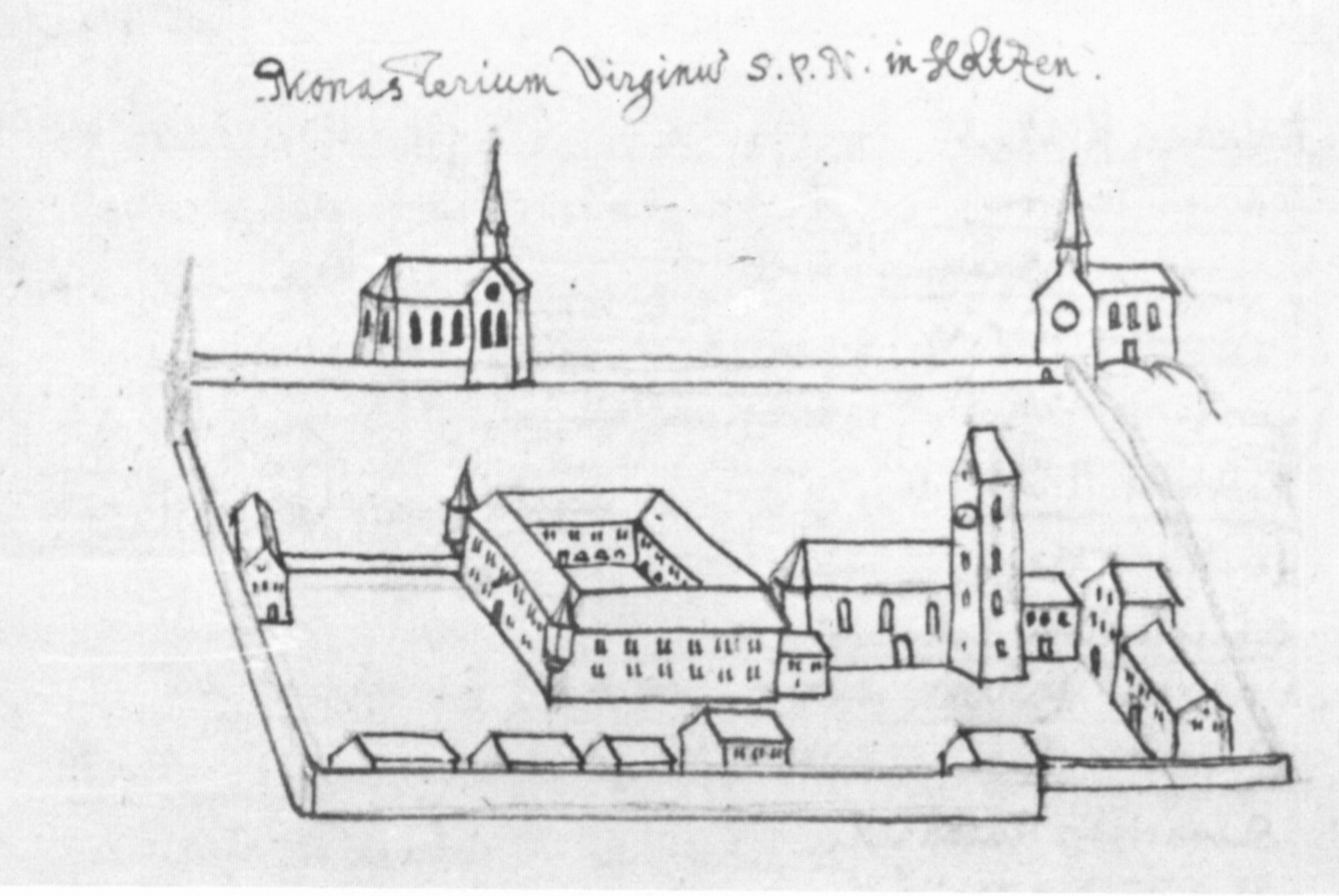
Benediktinerinnenkloster Holzen im 17. Jahrhundert

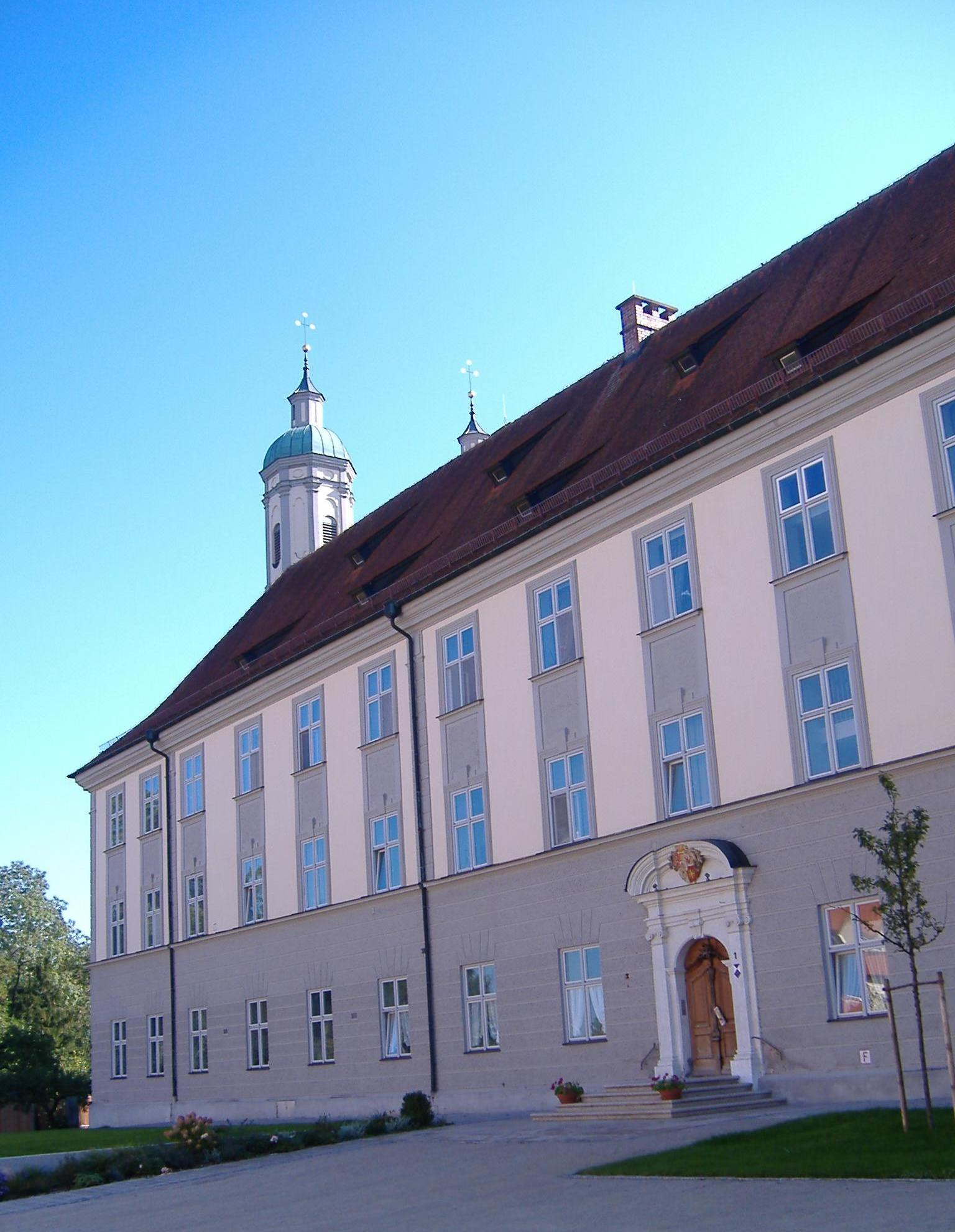
Teilansicht des Hauptgebäudes

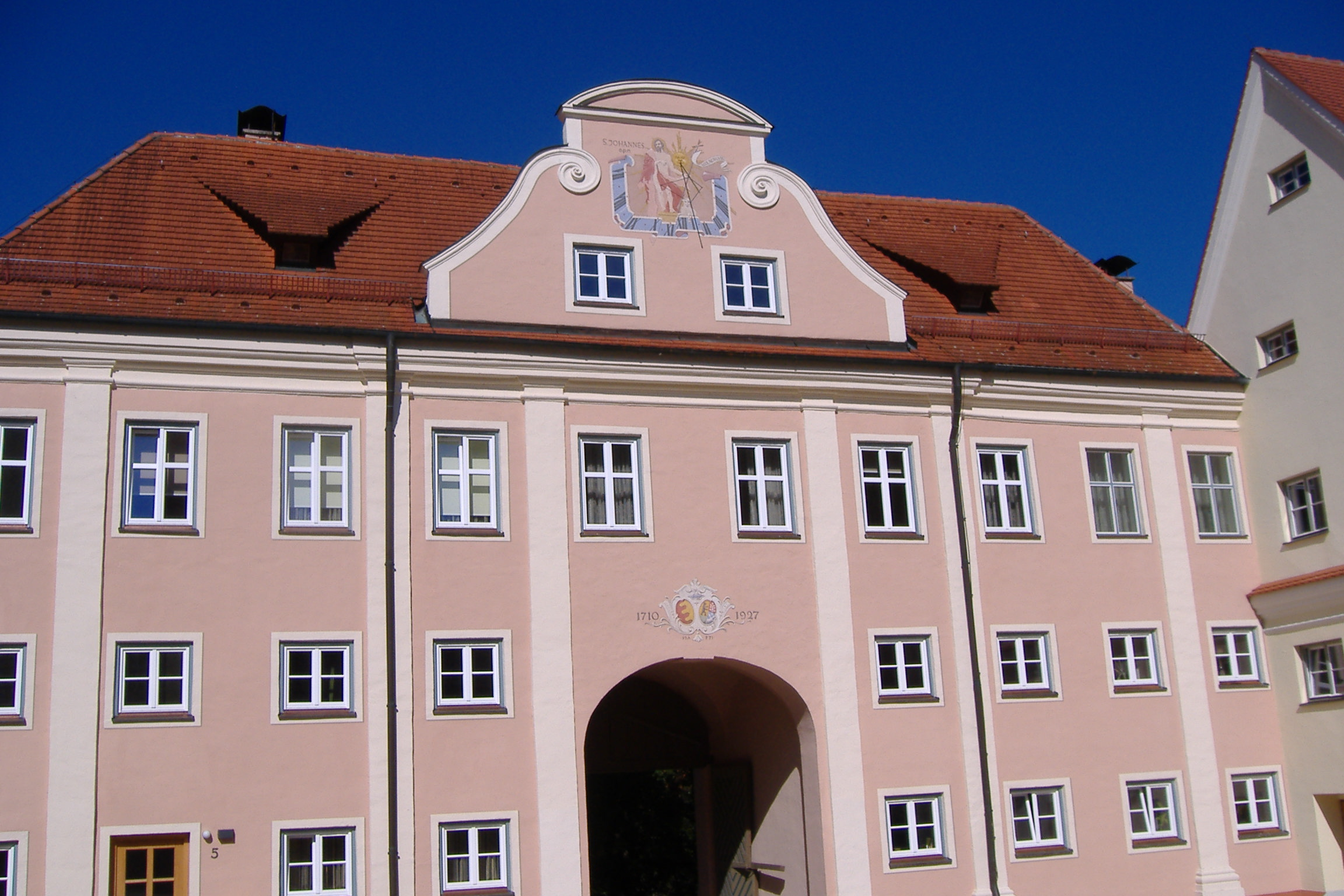
Nebengebäude des Klosters

Das Kloster „am Neuwasser“ (einem Nebenarm der Schmutter), seit Anfang des 13. Jahrhunderts nach teilweiser Verlegung „zum Holz“ genannt, wurde 1150 der Legende nach durch Marquard von Donnersberg als Doppelkloster der Benediktiner unterhalb des heutigen Standortes gegründet. Nach dem Brand des Klosters Salmannshofen 1401 wurden die Besitzungen des Klosters und der Pfarrei nach Holzen inkorporiert. Nach Vergrößerung des Frauenkonvents im 15. Jahrhundert wurde im Jahre 1470 der Männerkonvent im Rahmen der Einführung der Melker Reform aufgelöst.
Zwischen 1538 und 1553 amtierte als Äbtissin (Meisterin) Maria Langenmantel vom Sparren. Sie wird in den Annalen als „sehr tüchtig“ beschrieben und war die Schwester des Freisinger Domherrn Christoph Langenmantel (1488–1538), der Luther 1518 in Augsburg zur Flucht verhalf. Im Bauernkrieg und im Schmalkaldischen Krieg erlitt die Klosteranlage schwere Beschädigungen. 1556 begann unter Äbtissin Barbara von Welden ein Neubau des Klosters und der Kirche.
Ende des 17. Jahrhunderts (1696 bis 1704) wurde das Kloster auf dem Karlsberg neu errichtet (Weihe der neuen Klosterkirche 1710). Ab 1740 entstand eine Wallfahrt zum Göttlichen Kind. Das Kloster – seit 1617 Abtei – wurde 1802 im Rahmen der Säkularisation aufgehoben und ging zusammen mit dem Augustiner-Chorherrenstift Beuron in den Besitz der Fürsten von Hohenzollern-Sigmaringen über. Die Nonnen durften jedoch im Kloster wohnen bleiben.
1813 kam der ganze ehemalige Klosterkomplex durch Heirat an Franz Xaver Fischler Freiherr von Treuberg, den Schwager des Fürsten von Hohenzollern-Sigmaringen. Von Juli bis Oktober 1877 lebte der Maler Wilhelm Leibl auf Gut Holzen. Holzen wurde damals kurzzeitig zu einem Treffpunkt des Münchner Malerkreises um Leibl. Auf Gut Holzen entstand dessen bekanntes Porträt der Rosine Edle von Poschinger (eine Schwester des Bismarck-Biographen Heinrich von Poschinger, verheiratet mit Ferdinand Fischler von Treuberg, gestorben 31. August 1935 auf Holzen). Von Graf Treuberg, in einem Stall auf einem Pferd sitzend, malte Leibl ebenfalls ein Bild. Deren Sohn, Ernst Ludwig Graf Fischler von Treuberg, heiratete 1904 Hetta Gräfin Treuberg, eine später bekannte Berliner Pazifistin, die sich bis zur Scheidung 1914 oft auf dessen Gut Holzen aufhielt. Aus dieser Ehe ging Bianca Fischler von Treuberg hervor, die Mutter des späteren deutsch-britischen Bankiers Rupert Ludwig Ferdinand zu Loewenstein-Wertheim-Freudenberg. Nach seinem Tod 2014 wurde er auf dem Klosterfriedhof in Holzen beigesetzt.
Da Ferdinand Fischler von Treuberg ein Verwandter von Dom Pedro II., Kaiser von Brasilien, war, besuchte der Kaiser Holzen des Öfteren. Der Apostolische Nuntius beim König von Bayern, Carlo Caputo, war bis zu seinem Tod ebenfalls öfter Gast auf Holzen. Bei den regelmäßig veranstalteten Jagden des Grafen waren viele Diplomaten, Militärs und Politiker zugegen, so auch der Sohn des damaligen bayerischen Ministerpräsidenten Clemens von Podewils-Dürnitz.
Nachdem die Grafen Treuberg in wirtschaftliche Schwierigkeiten geraten waren, erwarb die Sankt Josefskongregation zu Ursberg im Jahr 1927 über einen Zwischenhändler die Gebäude und errichtete dort eine Einrichtung für Menschen mit Behinderungen. 25 Behinderte der Einrichtung wurden  in der NS-Zeit ermordet. Seit 1996 ist das Dominikus-Ringeisen-Werk als eigenständige kirchliche Stiftung des öffentlichen Rechts Träger der Einrichtung.
Das ehemals zum Kloster Holzen gehörende Gut Schwaighof in der Nähe ist heute ein bekanntes Trakehner-Gestüt und besitzt eine Parkanlage, die vom bedeutenden Gartenarchitekten Harry Maasz geschaffen wurde.

## Besitzungen
Im 15. und 16. Jahrhundert erwarb der Konvent die Ortschaften Allmannshofen, Druisheim, Heretsried und Osterbuch. Bis zur Säkularisation erweiterte sich Besitzungen um die Dörfer Ortlfingen, Blankenburg und Feigenhofen.

## Johannimarkt
Jedes Jahr zu Johanni findet im Kloster Holzen ein traditioneller Jahrmarkt statt, der Johannimarkt. Im Advent gibt es sonntags einen kleinen Weihnachtsmarkt mit Streichelzoo.

## Tourismus
Das Kloster Holzen liegt am bayerisch-schwäbischen Jakobusweg und am Radfernweg und Weitwanderweg Romantische Straße.
Seit 2019 existiert der 4,2 km lange Wanderweg Zeit auf dem HOLZener WEG. Dieser ist einer der 17 Top-Wanderwege des Ferienlands Donau-Ries.